# Oficina Municipal de Seguridad Pública de Beijing
La Oficina de Seguridad Pública Municipal de Beijing (en chino, 北京市公安局; pinyin, Běijīng Shì Gōng'ānjú) es un departamento del gobierno municipal de Beijing. Sirve como oficina de seguridad pública y departamento de policía de la ciudad. La sede se encuentra en Qianmen, distrito de Dongcheng.
En 2010, la agencia comenzó un nuevo programa de relaciones públicas al permitir a los medios de comunicación de Hong Kong y Macao asistir a conferencias de prensa y agregar nuevos portavoces. Todos los policías de la policía de Beijing están armados con una variedad de armas, por ejemplo QSZ-92, QSW-06, los oficiales en unidades especiales llevan escopetas y los miembros de SWAT están armados con rifles, metralletas y muchos más.[cita requerida]

## Historia
- El 17 de agosto de 2011: el helicóptero policial AW109E de la Oficina de Seguridad Pública Municipal de Beijing se estrelló contra el embalse de Miyun en el condado de Miyun, Beijing. Tres tripulantes murieron y un miembro de la tripulación resultó gravemente herido.[3]